# Härkäjärvi (Gällivare socken, Lappland)
Härkäjärvi är en sjö i Gällivare kommun i Lappland och ingår i Kalixälvens huvudavrinningsområde. Sjön har en area på 0,205 kvadratkilometer och ligger 366,1 meter över havet.

## Delavrinningsområde
Härkäjärvi ingår i det delavrinningsområde (748243-174564) som SMHI kallar för Mynnar i Ängesån. Medelhöjden är 385 meter över havet och ytan är 61,62 kvadratkilometer. Det finns inga avrinningsområden uppströms utan avrinningsområdet är högsta punkten. Teletöisenjoki som avvattnar avrinningsområdet har biflödesordning 4, vilket innebär att vattnet flödar genom totalt 4 vattendrag innan det når havet efter 215 kilometer. Avrinningsområdet består mestadels av skog (61 procent) och sankmarker (37 procent). Avrinningsområdet har 0,29 kvadratkilometer vattenytor vilket ger det en sjöprocent på 0,5 procent.